# Quint Marci Filip (cònsol 186 aC i 169 aC)
Quint Marci Filip (en llatí: Quintus Marcius L. F. Q. N. Philippus) va ser un magistrat romà. Era fill de Luci Marci Filip. Formava part de la gens Màrcia, una família romana d'origen patrici.

### Primer consolat
Va ser pretor l'any 188 aC i va obtenir Sicília com a província. Dos anys després, el 186 aC, va ser elegit cònsol juntament amb Espuri Postumi Albí i el Senat els va encarregar de dirigir la investigació sobre el culte a Baccus i les bacanals. Després va ser enviat a Ligúria amb el seu col·lega on va fer la guerra sense èxit. Quan era al país dels apuans va ser sorprès per l'enemic en un pas estret i va perdre quatre mil homes. A la comarca aquest pas fou conegut durant molt de temps com el Saltus Marcius.

### Ambaixades
L'any 183 aC va ser enviat com a ambaixador a Macedònia i va obligar el rei Filip V de Macedònia a retirar-se de diverses ciutats, però així i tot va presentar un informe desfavorable sobre el rei al Senat. L'any 180 aC el van escollir decemvir sacrorum.
El 171 aC va ser enviat altre cop a Grècia per contrapesar els intents diplomàtics de Perseu de Macedònia, i junt amb Atili va visitar Epir, Etòlia, Tessàlia, Beòcia, Eubea i el Peloponès. A Tessàlia va rebre els ambaixadors macedonis que demanaven una conferència al·legant els llaços d'hospitalitat amb el seu pare, i Filip va acceptar, reunint una conferència a la vora del riu Peneu. Filip va convèncer a Perseu d'enviar ambaixadors a Roma i per fer això es va acordar una treva que en realitat era el que volien els romans. A Beòcia també va aconseguir els objectius fixats pels romans. En tornar va fer un informe que no afavoria al rei macedoni i el Senat va acordar enviar-lo altre cop a Grècia amb plens poders.

### Segon consolat
L'any 169 aC va ser cònsol per segona vegada amb Gneu Servili Cepió i va dirigir la guerra contra Perseu. Aquest ja havia resistit dues campanyes romanes i havia mantingut posicions. La primavera del 169 aC Filip va arribar a Grècia i va agafar el comandament de l'exèrcit a Tessàlia de mans del cònsol sortint Aulus Hostili Mancí. Va decidir creuar la serralada de l'Olimp i entrar a Macedònia per Heraclea i Perseu, que era prop de Díon i tenia posicions als passos de muntanya, hauria pogut rebutjar als romans, però en avançar aquestos li va entrar pànic i es va retirar cap a Pidna. Filip el va seguir, però no va poder actuar i a la primavera següent (168 aC) va haver d'entregar el comandament al nou cònsol Luci Emili Paule el qual acabà la guerra. En aquesta campanya, el seu fill Quint Marci Filip, va servir militarment al Regne de Macedònia. Aquest fill probablement és el mateix personatge mencionat per Ciceró que diu que havia estat condemnat i vivia a l'exili a Nucèria Alfaterna, estat del qual va assolir la ciutadania.
L'any 164 aC quan en tenia uns 65, va ser censor junt amb Luci Emili Paule i va establir a la ciutat de Roma un nou rellotge de sol.